# Äta sova dö
Äta sova dö (LITERALMENTE Comer dormir morrer) é um filme de drama sueco de 2012 dirigido e escrito por Gabriela Pichler. Foi selecionado como representante da Suécia à edição do Oscar 2014, organizada pela Academia de Artes e Ciências Cinematográficas.

## Elenco
- Nermina Lukač - Raša
- Milan Dragišić - the father
- Jonathan Lampinen - Nicki
- Peter Fält - Peter
- Ružica Pichler - Rosi
- Nicolaj Schröder - Olle